# Castelmoron-d'Albret
 Castelmoron-d'Albret  es una población y comuna francesa, situada en la región de Aquitania, departamento de Gironda, en el distrito de Langon y cantón de Monségur.
Con 3,54 hectáreas, es actualmente la comuna de menor extensión de Francia.

## Demografía
| 114 | 82 | 79 | 62 | 64 | 62 |
| Para los censos de 1962 a 1999 la población legal corresponde a la población sin duplicidades (Fuente: INSEE [Consultar]) |    |    |    |    |    |